# Rue Gérando
Rue Gérando är en gata i Quartier de Rochechouart i Paris nionde arrondissement. Gatan är uppkallad efter den franske lingvisten och filantropen Joseph-Marie de Gérando (1772–1842). Rue Gérando börjar vid Place d'Anvers 2 och Avenue Trudaine 10 och slutar vid Boulevard Marguerite-de-Rochechouart 21 och Rue Marguerite-de-Rochechouart 93.

## Omgivningar
- Notre-Dame-de-Lorette
- Rue des Martyrs
- Square d'Anvers – Jean-Claude-Carrière
- Rue Alfred-Stevens
- Cité Malesherbes
- Avenue Trudaine
- Rue Thimonnier

## Bilder
| - Gatuskylt. - Notre-Dame-de-Lorette. - Boulevard Marguerite-de-Rochechouart. - Square d'Anvers – Jean-Claude-Carrière. |

## Kommunikationer
- Tunnelbana – linje  – Anvers
- Busshållplats Rochechouart – Clignancourt – Paris bussnät

### Webbkällor
- ”Rue Gérando”. Mairie de Paris. https://web.archive.org/web/20160303202139/http://www.v2asp.paris.fr/commun/v2asp/v2/nomenclature_voies/Voieactu/4103.nom.htm. Läst 27 november 2023.
- ”Rue Gérando (9ème arrondissement)”. Les rues de Paris. https://web.archive.org/web/20160406081625/http://www.parisrues.com/rues09/paris-09-rue-gerando.html. Läst 27 november 2023.